# Мамай
Мама́й (на рубеже 1320—1330, Солхат (Старый Крым) — 1380, Кафа) — беклярбек и темник Золотой Орды. Родовым владением Мамая был Крым.
С 1361 по 1380 год, в период «Великой замятни» (длительной междоусобной войны в Золотой Орде), от имени марионеточных ханов из династии Батуидов управлял западной частью (временами также столицей) Золотой Орды — Мамаевой Ордой.

## Биография

### Происхождение
Появился на свет приблизительно на рубеже 1320—1330 годов и, согласно предположениям исследователей, являлся ровесником и другом детства хана Бердибека, правившего в 1357—1359 годах, со смертью которого пресеклась законная династия Батуидов на престоле Золотой Орды и началась эпоха «Великой замятни», продолжавшаяся вплоть до 1380 года. Носил мусульманское имя Кичиг-Мухаммад. Был женат на дочери Бердибека — Тулунбек-ханум. В течение всего периода «Великой замятни» Мамай, находясь на посту беклярбека, стремился возвратить династию Батуидов на общеордынский престол и в своей части Орды делал ханами представителей именно этой династии.

### На должности беклярбека
Со второй половины 1350-х годов Мамай становится наместником Крыма и Северного Причерноморья. С 1357 года при хане Бердибеке занимал должность беклярбека — одну из двух главных в администрации Золотой Орды. В его функции входило руководство армией, внешними делами и верховным судом.

### Во главе улуса
После убийства Бердибека ханом Кульпой в 1359 году Мамай объявил тому войну. В Орде началась так называемая «Великая замятня». Поскольку беклярбек не был чингизидом и не мог быть официально ханом, в августе 1361 года Мамай провозгласил ханом Белой Орды своего ставленника Абдуллаха из рода Батуидов. Однако другие претенденты на власть в Золотой Орде воспротивились этому. В период с 1359 по 1370 год Мамаю пришлось с переменным успехом воевать с девятью ханами. К 1366 году ему удалось поставить под свой контроль западную часть государства (от Крыма до правого берега Волги), ослабив тем самым центральную власть.
Временами, в период «Великой замятни» (1363, 1367—1368, 1372—1373), Мамаю удавалось овладевать столицей Сараем на левом берегу Волги. Ставка беклярбека находилась в становище особо преданного ему тумена в городе Замык в низовьях Днепра (в устье реки Конки на месте современного Каховского водохранилища). Не находя поддержки среди восточных ханств, во внешней политике Мамай ориентировался на сближение с европейскими государствами — Генуей, Великим княжеством Литовским, Венецией.
В июне 1370 году умер хан Абдуллах. Современники предполагали, что его убил Мамай. Впрочем, убедительных доказательств этому не обнаружено. Новым ханом был провозглашён восьмилетний Мухаммед Булак (Бюлек, по русским летописям также Магомет-Султан) из рода Батуидов, который оставался ханом самопровозглашённой Мамаевой Орды вплоть до 1380 года и погиб в Куликовской битве.

#### Отношения с Москвой
Отношения темника Мамая с Москвой были весьма противоречивыми и изменчивыми. На первых порах своего правления Мамай оказывал поддержку Москве. В 1363 году между ним и митрополитом Алексием, фактическим правителем Московского княжества при малолетнем князе Дмитрии, было заключено докончание (договор) об уменьшении дани, взимаемой с княжества. Также есть версия, что перед этим Мамай способствовал освобождению митрополита Алексия из заточения в Литве, в котором последний находился в 1358—1359 годах.
В 1363 году Мамай выдал ярлык на великое княжение малолетнему московскому князю Дмитрию, который таким образом признал свою зависимость именно от Мамая и его ставленника — провозглашённого им хана Абдуллаха, а не от законных ханов из Сарая (с точки зрения основанного на Ясе Чингисхана закона Золотой Орды, все провозглашённые Мамаем ханы были самозванцами). Однако в 1370 году темник Мамай отнял у Дмитрия великое княжение и передал его Михаилу Тверскому. Впрочем, уже в 1371 году Дмитрий лично приехал в Мамаеву Орду (самопровозглашённая Мамаем часть Золотой Орды во время междоусобной войны) и, в итоге, получил обратно из рук провозглашённого Мамаем нового хана Мухаммеда Булака ярлык на великое княжение.
В 1374 году происходит окончательный разрыв между Москвой и Мамаевой Ордой и начинается «великое розмирье», окончившееся только в 1380 году победой объединённых русских войск на Куликовом поле.

#### Борьба с Тохтамышем
В 1377 году чингизид Тохтамыш при поддержке войск Тамерлана начал поход по установлению своей власти в Золотой Орде. Весной 1378 года, после того как пала восточная часть государства (Синяя Орда) со столицей в Сыгнаке, Тохтамыш вторгся в западную часть (Белую Орду), контролировавшуюся Мамаем. К апрелю 1380 года Тохтамыш сумел захватить всю Золотую Орду вплоть до северного Приазовья, включая город Азак (Азов). Под контролем Мамая оставались лишь его родные половецкие степи — Северное Причерноморье и Крым.
8 сентября 1380 года войско Мамая было разбито в Куликовской битве во время нового похода на Московское княжество. Большой бедой было то, что на Куликовом поле вероятно погиб провозглашённый им ханом ещё малолетним чингизид Мухаммед Булак, при котором Мамай был беклярбеком. Это подрывало легитимность Мамая. Поражение на Куликовом поле для Мамая было ударом тяжёлым, но не смертельным, однако оно помогло утвердиться на золотоордынском престоле законному хану Тохтамышу. Мамай не терял времени, собирая новую армию в Крыму для следующего похода против Москвы. Но в результате войны с ханом Тохтамышем, поддерживавшимся Тамерланом, очередной удар Мамая по Руси не состоялся.
Чуть позднее, в октябре или ноябре 1380 года состоялась решающая битва между войсками Мамая и Тохтамыша. Историк В. Г. Ляскоронский высказал предположение, что эта битва на Калке произошла в районе мелких речек, левых притоков Днепра близ порогов. Историки С. М. Соловьёв и Н. М. Карамзин высказывали предположение, что битва произошла на реке Калке, недалеко от того места, где в 1223 году монголы нанесли русским первое поражение.
Битвы, собственно, не было, так как на поле боя большая часть войск Мамая перешла на сторону законного хана Тохтамыша и присягнула ему. Мамай с остатками верных ему сподвижников не стал устраивать кровопролития и бежал в Крым, при этом его гарем и знатные женщины из рода Джучи, которых опекал Мамай, были захвачены Тохтамышем. Победа Тохтамыша привела к установлению законной власти в государстве, прекращению длительной междоусобной войны («Великой Замятни») и временному усилению Золотой Орды вплоть до столкновения с Тамерланом.

### Смерть
После своего поражения от войск Тохтамыша Мамай бежал в Кафу (ныне Феодосия), где имел давние связи и политическую поддержку генуэзцев, но его не впустили в город. Он пытался проникнуть в Солхат (ныне Старый Крым), но был перехвачен разъездами Тохтамыша и убит. Предполагается, что убит он был наёмниками по приказу хана.
Похоронен Мамай в Шейх-Мамае (ныне село Айвазовское Кировского района Крыма возле города Феодосия).

## Потомки Мамая
Согласно родовой легенде князей Глинских, потомки Мамая были служилыми князьями в Великом княжестве Литовском. Глинские, родовые владения которых находились на землях современных Полтавской и Черкасской областей Украины, вели свой род от Мансура Киятовича — якобы сына Мамая. Михаил Глинский устроил в Литве мятеж, после провала которого перешёл на московскую службу. Его племянница Елена Глинская — мать Ивана IV Грозного.
Родственники князей Глинских, князья Ружинские, Острожские, Дашкевичи и Вишневецкие сыграли важную роль в развитии казачьего сообщества Поднепровья, становлении Войска Запорожского и подконтрольных ему земель Запорожья.